# Campeonato Mundial de Triatlo de 2009
O 2009 ITU World Triathlon Series ou Campeonato Mundial de Triatlo de 2009 foram uma série de 8 eventos de triatlo que aconteceram até a Grand Final sediada em Gold Coast, Austrália. As séries são organizadas sob as ordens da International Triathlon Union (ITU).
Foi a primeira vez que o mundial adotou etapas e não apenas a prova de um dia para definir os campeões mundiais, desta feita adotou a forma da Copa do Mundo de Triatlo, a somatórias dos eventos a partir de então traria um novo campeão.

## Calendário
| Data            | Local                    | Status      |
| --------------- | ------------------------ | ----------- |
| 2–3 de Maio     | Tongyeong, Coreia do Sul | Event       |
| 30–31 de Maio   | Madrid, Espanha          | Event       |
| 20–21 de Junho  | Washington, DC, EUA      | Event       |
| 11–12 de Julho  | Kitzbühel, Áustria       | Event       |
| 25–26 de Julho  | Hamburgo, Alemanha       | Event       |
| 15–16 de Agosto | Londres, Reino Unido     | Event       |
| 22–23 Agosto    | Yokohama, Japão          | Event       |
| 9–13 Setembro   | Gold Coast, Australia    | Grand Final |

### Masculino
| Posição | Nome              | País           | Copa do Mundo | Copa do Mundo | Etapas | Etapas | Etapas | Etapas | Etapas | Etapas | Etapas | Grand Final | Total |
| Posição | Nome              | País           | 1             | 2             | KOR    | ESP    | USA    | AUT    | GER    | UK     | JPN    | Grand Final | Total |
| ------- | ----------------- | -------------- | ------------- | ------------- | ------ | ------ | ------ | ------ | ------ | ------ | ------ | ----------- | ----- |
| 1       | Alistair Brownlee | Reino Unido    |               |               |        | 800    | 800    | 800    |        | 800    |        | 1200        | 4400  |
| 2       | Javier Gomez      | Espanha        | 203           |               |        | 685    | 740    | 740    |        |        | 685    | 1110        | 3960  |
| 3       | Maik Petzold      | Alemanha       |               |               |        | 633    | 685    | 633    | 542    |        | 397    | 950         | 3443  |
| 4       | Jan Frodeno       | Alemanha       | 257           |               |        | 397    | 542    |        | 397    |        | 800    | 1027        | 3163  |
| 5       | Steffen Justus    | Alemanha       |               |               | 586    |        | 429    |        | 633    | 740    |        | 752         | 3140  |
| 6       | Laurent Vidal     | França         | 220           |               | 464    | 314    | 501    | 685    |        | 586    | 633    | 643         | 3048  |
| 7       | Courtney Atkinson | Austrália      | 300           | 300           | 397    | 740    |        | 339    |        | 501    | 464    | 879         | 2980  |
| 8       | Kris Gemmell      | Nova Zelândia  | 278           | 237           | 633    |        |        | 429    | 501    | 685    | 740    | 345         | 2904  |
| 9       | Dmitry Polyanski  | Rússia         | 300           |               | 685    |        | 501    | 397    | 464    | 314    |        | 813         | 2860  |
| 10      | Jarrod Shoemaker  | Estados Unidos | 220           | 174           | 542    | 339    | 464    |        | 800    |        | 542    | 436         | 2783  |

### Feminino
| Posição | Nome                    | Nação          | Copa do Mundo | Copa do Mundo | Eventos | Eventos | Eventos | Eventos | Eventos | Eventos | Eventos | Grand Final | Total |
| Posição | Nome                    | Nação          | 1             | 2             | KOR     | ESP     | USA     | AUT     | GER     | UK      | JPN     | Grand Final | Total |
| ------- | ----------------------- | -------------- | ------------- | ------------- | ------- | ------- | ------- | ------- | ------- | ------- | ------- | ----------- | ----- |
| 1       | Emma Moffatt            | Austrália      | 300           | 278           | 740     |         | 800     | 800     | 800     |         |         | 1200        | 4340  |
| 2       | Lisa Nordén             | Suécia         | 188           |               |         | 740     | 314     |         | 740     | 740     | 800     | 1100        | 4130  |
| 3       | Andrea Hewitt           | Nova Zelândia  | 203           |               | 41      | 800     | 542     | 685     |         | 429     | 740     | 695         | 3462  |
| 4       | Daniela Ryf             | Suíça          | 257           | 174           |         | 464     | 685     |         | 685     | 542     | 248     | 813         | 3187  |
| 5       | Helen Jenkins           | Reino Unido    | 149           |               | 290     | 248     | 586     | 586     |         | 685     |         | 1027        | 3173  |
| 6       | Sarah Haskins           | Estados Unidos | 161           |               |         | 586     | 633     |         | 542     |         | 429     | 950         | 3139  |
| 7       | Juri Ide                | Japão          | 300           |               | 685     |         | 464     |         |         |         | 685     | 345         | 2479  |
| 8       | Magali Di Marco Messmer | Suíça          | 237           |               | 501     | 542     | 197     | 314     | 314     | 314     |         | 752         | 2423  |
| 9       | Jessica Harrison        | França         |               |               | 339     | 685     | 501     | 197     |         |         |         | 643         | 2365  |
| 10      | Annabel Luxford         | Austrália      | 188           |               |         |         |         |         | 248     | 290     | 586     | 879         | 2191  |